# Nadezhdiana villosa
Nadezhdiana villosa là một loài bọ cánh cứng trong họ Cerambycidae.